# Francisco Serrão
Francisco Serrão (?? – Tidore, 1521) foi um navegador português.
Foi amigo pessoal de Fernão de Magalhães, de quem, possívelmente, era primo. Na sua viagem de 1512, foi o primeiro europeu de que se tem notícia a navegar para o leste, além de Malaca, através da Indonésia, alcançando as lucrativas "Ilhas das Especiarias", no arquipélago das Molucas. Aliou-se pessoalmente com o sultão Bayan Sirrullah, que governava Ternate, onde se fixou, tornando-se seu conselheiro pessoal. Veio a falecer na vizinha ilha de Tidore, em circunstâncias pouco esclarecidas, ao mesmo momento em que Magalhães também falecia na ilha Mactán, em Cebu, nas Filipinas.

## Biografia
Integrou a expedição portuguesa de cinco navios que, sob o comando Diogo Lopes de Sequeira atacou Malaca em Setembro de 1509, em cujos combates teria feito sólida amizade com Magalhães.

### Viagem a Banda
Serrão foi o capitão de um dos três navios (e o segundo em comando) da expedição de António de Abreu enviada a partir de Malaca, em 1511, por Afonso de Albuquerque com a missão de localizar as "Ilhas das Especiarias" de Banda nas Molucas. O terceiro navio tinha como capitão a Afonso Bisagudo. A expedição justificava-se uma vez que Banda era a única fonte mundial de noz-moscada e macis, especiarias empregadas com fins tão variados como aromatizantes, medicamentos e agentes de preservação de alimentos, à época altamente valorizadas nos mercados da Europa. Os portugueses tentavam dominar as suas fontes, evitando assim o tradicional circuito de comércio dominado pelos comerciantes árabes que as revendiam por sua vez aos venezianos a preços exorbitantes.
Pilotos malaios guiaram as embarcações da expedição para o leste, ultrapassando Java e ao longo das ilhas de Sonda Menores, antes de guiá-los na direcção Norte para Banda ultrapassando a ilha Amboina. Quando a embarcação de Serrão encalhou em Gresik, em Java, ele tomou uma princesa javanesa como esposa, que o acompanhou no restante da viagem.
Em 1512 o seu navio naufragou, mas conseguiu chegar à ilha de Luco-Pino (Hitu), ao norte de Amboino. A expedição permaneceu em Banda por cerca de um mês, adquirindo e embarcando os navios com noz-moscada e macis, assim como cravo do qual Banda era próspero entreposto comercial Serrão deixou Banda em um junco chinês adquirido a um comerciante da região, para repor o seu navio perdido. Abreu navegou através de Amboino enquanto que Serrão seguiu em frente, em direcção às Molucas.

### Hitu
Com uma tripulação de nove portugueses e de nove indonésios, o navio foi arremessado por uma tempestade de encontro a um recife ao largo uma pequena ilha. A sua tentativa de reunir-se a Abreu foi impedida pela tempestade e ele desembarcou na ilha de Ternate.
Quando os habitantes da ilha, conhecidos saqueadores de naufrágios, tomaram conhecimento do naufrágio do barco de Serrão, dirigiram-se para o local. A tripulação de Serrão encontrava-se desarmada e necessitando de auxílio, mas com boa saúde. Quando os saqueadores se aproximaram os portugueses atacaram e capturaram tanto as embarcações como os seus tripulantes. Os seus salvadores involuntários foram então obrigados a conduzi-los a Amboino, onde desembarcaram em Hitu.
A armadura de Serrão, o mosquete, e a sua experiência náutica impressionaram os poderosos chefes de Hitu que se encontravam em guerra contra Luhu, o principal assentamento na península Hoamal na ilha de Ceram perto de Hitu. Os Portugueses também foram bem recebidos na região como compradores de alimentos e de especiarias em um momento de baixa naquele comércio, causado pela interrupção temporária das navegações Javanesas e Malaias para a região desde os conflitos de 1511 em Malaca. Os visitantes foram recrutados como aliados militares e as suas subsequentes explorações foram notadas pelos vizinhos rivais de Ternate e Tidore, ambos os quais enviaram emissários para induzir os visitantes a ajudá-los.

### Ternate
Ao aliar-se de forma pessoal a Ternate, o poder mais forte na região, Serrão passou a servir como chefe de um bando de mercenários portugueses a serviço do sultão Bayan Sirrullah, um dos dois poderosos senhores que controlavam o comércio de especiarias. Tendo se tornado amigos íntimos, o Sultão nomeou Serrão como seu conselheiro pessoal para todas as questões, incluindo as militares (segundo um documento supostamente Português) e familiares. Tendo sido bem recebido pelo Sultão, Francisco Serrão decidiu permanecer ali, sem fazer qualquer esforço para retornar a Malaca.

### Magalhães e a morte de Serrão
As cartas de Serrão a Magalhães, levadas a Portugal via Malaca, e descrevendo as "Ilhas das Especiarias", ajudaram Magalhães a persuadir a Coroa Espanhola a financiar a sua viagem de circum-navegação. Entretanto, antes que os dois pudessem encontrar-se nas Molucas, Serrão morreu em circunstâncias misteriosas na ilha de Ternate, quase ao mesmo tempo em que Magalhães era morto em combate na ilha Mactán, nas Filipinas. Uma teoria sugere que Serrão foi morto por veneno, administrado pelo Sultão de Ternate. Os seus laços familiares com João Serrão permanecem obscuros na historiografia das expedições Portuguesas ao Sudeste Asiático. O único documentos escrito é uma lista dos nomes dos capitães na Armada de Magalhães.
Antonio Pigafetta, o cronista da expedição de Magalhães, registrou, a 8 de Novembro de 1521, que quando os sobreviventes da expedição aportaram a Tidore, foram informados que:
"…ainda não havia oito meses tinha morrido em Ternate um Francisco Serrão, capitão general do rei de Ternate contra o rei de Tadore… depois, feita a paz entre eles, tendo ido um dia Francisco Serrão a Tadore contratar cravo, este rei mandou envenená-lo e não viveu mais que quatro dias,… o qual deixou um filho e uma filha pequenos de uma mulher que trouxe de Java Maior."
A herança deixada por Serrão foi uma diminuta quantidade de cravo avaliada em 200 bahares. Pigafetta, neste ponto da narrativa registra que Magalhães teria empreendido a viagem de circum-navegação baseado nas informações de Serrão e que este estaria a par das vicissitudes do seu amigo na Península.